# Liste der Baudenkmäler in Lenting
Auf dieser Seite sind die Baudenkmäler in der oberbayerischen Gemeinde Lenting zusammengestellt. Diese Tabelle ist eine Teilliste der Liste der Baudenkmäler in Bayern. Grundlage ist die Bayerische Denkmalliste, die auf Basis des Bayerischen Denkmalschutzgesetzes vom 1. Oktober 1973 erstmals erstellt wurde und seither durch das Bayerische Landesamt für Denkmalpflege geführt wird. Die folgenden Angaben ersetzen nicht die rechtsverbindliche Auskunft der Denkmalschutzbehörde.
 Diese Liste gibt den Fortschreibungsstand vom 31. Mai 2018 wieder und umfasst sechs Baudenkmäler.

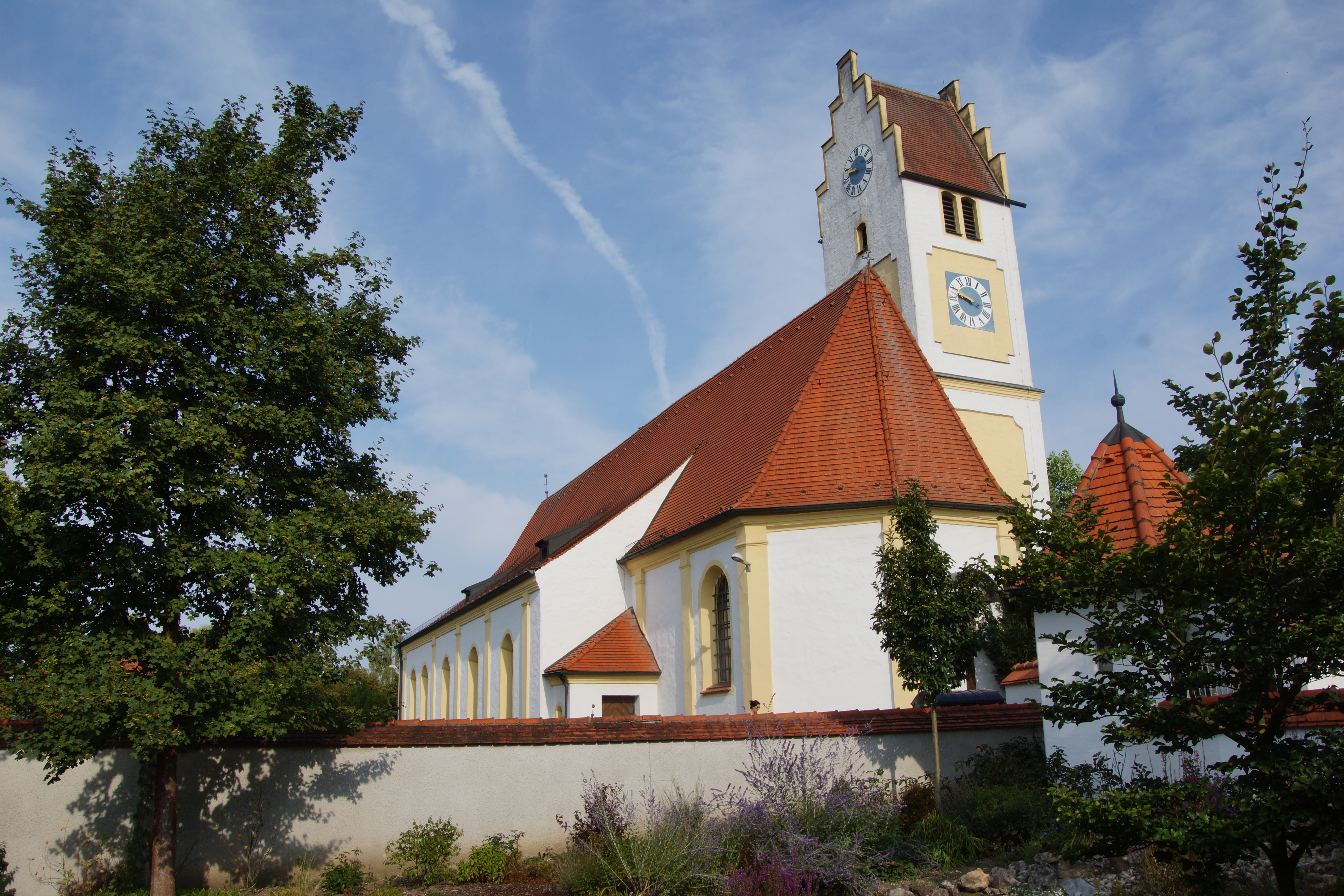
St. Nikolaus in Lenting

## Baudenkmäler nach Ortsteilen

### Lenting
| Lage                             | Objekt                               | Beschreibung | Akten-Nr.    | Bild                                |
| -------------------------------- | ------------------------------------ | --- | ------------ | ----------------------------------- |
| Alte Landstraße (Standort)       | Gusseisernes Schild „Einhemmstelle“  | Auf Pfosten, um 1870, in jüngerer Zeit erneuert; am Berg. | D-1-76-143-2 | Gusseisernes Schild „Einhemmstelle“ |
| Bahnhofstraße (Standort)         | Bildstock                            | Neugotisch, Ende 19. Jahrhundert. | D-1-76-143-3 | BW                                  |
| Guttenbergerstraße 2 (Standort)  | Gasthaus                             | Zweigeschossiger Massivbau mit Kalkplattendach, hohem Kniestock, Aufzugsluken und Putzbandgliederungen, First bezeichnet mit dem Jahr 1820, im Kern älter.                                                                                        | D-1-76-143-4 | weitere Bilder                      |
| Guttenbergerstraße 7 (Standort)  | Katholische Pfarrkirche St. Nikolaus | Steildachbau mit eingezogenem Chor und Chorflankenturm, 1629 erbaut, 1926/27 Anbau von zwei Seitenschiffen durch Friedrich Haindl; mit Ausstattung; Friedhofsmauer, im östlichen und westlichen Teil wohl 17./18. Jahrhundert, 1926/27 erweitert. | D-1-76-143-1 | weitere Bilder                      |
| Ingolstädter Straße 9 (Standort) | Ehemaliges Hofmarkschloss            | Zweigeschossiger barocker Wohntrakt mit Walmdach und Putzgliederung, 1677 errichtet. | D-1-76-143-5 | weitere Bilder                      |
| Pfarrgasse 13 (Standort)         | Pfarrhaus                            | Zweigeschossiger Massivbau mit Satteldach und Zwerchhaus, Eckerker und Hausmadonna giebelseitig, Giebelaufsätze am First, 1904 erbaut. | D-1-76-143-6 | BW                                  |